# Gmina Sønderhald
Gmina Sønderhald (duń. Sønderhald Kommune) – w latach 1970–2006 (włącznie) jedna z gmin w Danii w ówczesnym okręgu Århus Amt. 
Siedzibą władz gminy było miasto Auning. 
Gmina Sønderhald została utworzona 1 kwietnia 1970 na mocy reformy podziału administracyjnego Danii. Po kolejnej reformie administracyjnej w roku 2007 weszła w skład nowych gmin Norddjurs i Randers.

## Dane liczbowe
- Liczba ludności: (♀ 4341 + ♂ 4162) = 8503
  - wiek 0-6: 9,6%
  - wiek 7-16: 14,2%
  - wiek 17-66: 62,5%
  - wiek 67+: 13,6%
- zagęszczenie ludności: 62,1 osób/km²
- bezrobocie: 5,0% osób w wieku 17-66 lat
- cudzoziemcy z UE, Skandynawii i USA: 62 na 10 000 osób
- cudzoziemcy z krajów Trzeciego Świata: 126 na 10 000 osób
- liczba szkół podstawowych: 2 (liczba klas: 63)